# Gate Theatre
Il Gate Theatre è un teatro situato a Cavendish Row, nei pressi di The Spire, specializzato nella messa in scena di opere di prosa e, talvolta, musical. Il Gate Theatre, noto soprattutto per aver ospitato le prime produzioni irlandesi delle opere di Ibsen ha visto calcare il proprio palco da artisti come Harold Pinter, Orson Welles, Michael Gambon, Frances McDormand, Nick Dunning, Brian Friel, Ralph Fiennes, Janie Dee, Jeremy Irons, Penelope Wilton, Killian Donnelly, Brendan Gleeson, David Shannon e Fra Fee.